# Katarina Kresal
Katarina Kresal, née le 28 janvier 1973 à Ljubljana, est une femme politique slovène, membre du parti de la Démocratie libérale slovène (LDS) qu'elle a présidé, et ministre de l'Intérieur de 2008 à 2011.

## Vie professionnelle

### Formation et carrière judiciaire
Elle obtient un baccalauréat de droit à l'université de Ljubljana en 1996, puis entame un stage à la cour d'appel de la ville, après quoi elle devient greffière à la chambre des litiges commerciaux du tribunal de première instance de la capitale.

### Activités juridiques privées
Ayant passé avec succès l'examen du barreau en 1999, elle devient l'année suivante consultante indépendante pour les affaires juridiques de la société Kapitalska družba, se spécialisant dans le droit commercial et le droit des affaires. En 2001, elle rejoint la compagnie Western Wireless International, en tant que directrice juridique.
Elle intègre deux ans plus tard le cabinet d'avocats de Miro Senica, dont elle est dans un premier temps première associée, avant d'être désignée directrice adjointe et chef du département de droit commercial et international, en 2005.

## Parcours politique

### Jeune présidente de la LDS
Élue présidente de la Démocratie libérale slovène (LDS) le 30 juin 2007, elle est par la suite recrutée comme permanente par le parti et met fin à sa carrière de juriste. Au mois de mai 2008, elle est choisie comme vice-présidente de l'Internationale libérale lors de son congrès de Belfast.

### Députée puis ministre
Lors des élections législatives du 21 septembre 2008, elle est élue membre de l'Assemblée nationale. Le 21 novembre suivant, Katarina Kresal est nommée ministre de l'Intérieur dans la coalition de centre gauche du social-démocrate Borut Pahor. Elle est alors la première femme à occuper ce poste.
Elle démissionne le 10 août 2011, à la suite d'accusations de corruption contre des fonctionnaires du ministère de l'Intérieur. Borut Pahor accepte cette démission une semaine plus tard.